# Чанахі
Чана́хі (груз. ჩანახი; укр. печеня) — страва картвельської кухні, що складається з тушкованої баранини з овочами й подається у глиняному горщику. Традиційний набір овочів для страви — картопля, томати, баклажани й цибуля, складені в горщик шарами; кількість овочів за масою дорівнює кількості м'яса.
У чанахі використовується типовий для картвельської кухні набір прянощів.
Страва з'явилася не раніше, ніж у 16 столітті — коли картопля потрапила до Европи з Америки. Страва не є притаманною тільки картвельській кухні. Схожі страви поширені на Сході та Кавказі. Такими є, наприклад, суп піті в Азербайджані, кчуч у Вірменії.
Загальним для такої страви є принцип «поставив і забув», тобто приготування таких страв не потребує додаткових операцій.
Овочі обов'язково нарізаються крупно. Різновидів чанахі дуже багато. Їх готують зі свининою, яловичиною, курятиною. Загальним інгредієнтом для всіх видів чанахі є м'ясо та овочі.
Має специфічний смак і запах, який з'являється вже після приготування.
На заході України чанахі готують із м'яса та квасолі з додаванням паприки й часнику. Страва вважається традиційною для галицького реґіону.